# Пастурель
Пастуре́ль (фр. pastourelle) часом також пасторель (фр. pastorelle) (ісп. pastorale, італ. pastora) — різновид кансони, пісня-оповідь про зустріч ліричного героя (як правило, лицаря) з пастушкою (pastoure) і його загравання, які часто перериваються агресивним втручанням одного з пастухів.
Перший провансальський зразок пастурелі належить до першої половини XII століття, пізніше цей жанр поширився також у Франції. Пастурелі складали до кінця XIV століття (наприклад, Жан Фруассар). Жанром пастурелі послуговувався трубадур Маркабрюн (напр.: L'autrier, a l'issida d'abriu). Відома одна драматизація пастурелі, «Гра про Робен та Маріон» Адама де ла Аля.
Ще на початку XX століття її походження зводили до латинської пасторалі, однак зараз автохтонне походження можна вважати твердо встановленим, хоча навряд чи воно фольклорне, як припускали в XIX столітті; швидше цей жанр виник як гумористичний дивертисмент поряд з куртуазною піснею й призначений для тієї ж публіки.